# Liechtenstein az 1992. évi téli olimpiai játékokon
Liechtenstein a franciaországi Albertville-ben megrendezett 1992. évi téli olimpiai játékok egyik részt vevő nemzete volt. Az országot az olimpián 2 sportágban 7 sportoló képviselte, akik érmet nem szereztek.

## Alpesisí
Férfi
| Versenyző      | Versenyszám            | 1. futam      | 1. futam      | 2. futam | 2. futam | Összesítés    | Összesítés    |
| Versenyző      | Versenyszám            | Idő           | Hely.         | Idő      | Hely.    | Idő           | Helyezés      |
| -------------- | ---------------------- | ------------- | ------------- | -------- | -------- | ------------- | ------------- |
| Marco Büchel   | Óriás-műlesiklás       | nem ért célba | nem ért célba | kiesett  | kiesett  | kiesett       | kiesett       |
| Marco Büchel   | Szuperóriás-műlesiklás |               |               |          |          | 1:17,25       | 36.           |
| Markus Foser   | Lesiklás               |               |               |          |          | nem ért célba | nem ért célba |
| Günther Marxer | Óriás-műlesiklás       | 1:06,69       | 14.           | 1:04,46  | 15.      | 2:11,15       | 15.           |
| Günther Marxer | Szuperóriás-műlesiklás |               |               |          |          | 1:16,48       | 26.           |
| Achim Vogt     | Óriás-műlesiklás       | 1:08,68       | 31.           | 1:06,02  | 26.      | 2:14,70       | 26.           |
| Achim Vogt     | Szuperóriás-műlesiklás |               |               |          |          | nem ért célba | nem ért célba |
| Daniel Vogt    | Óriás-műlesiklás       | nem ért célba | nem ért célba | kiesett  | kiesett  | kiesett       | kiesett       |
| Daniel Vogt    | Szuperóriás-műlesiklás |               |               |          |          | nem ért célba | nem ért célba |

| Versenyző    | Versenyszám | Lesiklás | Lesiklás | Lesiklás | Műlesiklás | Műlesiklás | Műlesiklás | Műlesiklás | Műlesiklás | Műlesiklás | Műlesiklás | Összesítés | Összesítés |
| Versenyző    | Versenyszám | Lesiklás | Lesiklás | Lesiklás | 1. futam   | 1. futam   | 2. futam   | 2. futam   | Össz.      | Össz.      | Össz.      | Összesítés | Összesítés |
| Versenyző    | Versenyszám | Idő      | Pont     | Hely.    | Idő        | Hely.      | Idő        | Hely.      | Idő        | Pont       | Hely.      | Pont       | Helyezés   |
| ------------ | ----------- | -------- | -------- | -------- | ---------- | ---------- | ---------- | ---------- | ---------- | ---------- | ---------- | ---------- | ---------- |
| Markus Foser | Összetett   | 1:49,12  | 42,30    | 33.      | 59,08      | 33.        | 1:00,50    | 30.        | 1:59,58    | 104,59     | 30.        | 146,89     | 29.        |
| Achim Vogt   | Összetett   | 1:47,09  | 21,61    | 19.      | 1:05,98    | 38.        | 1:01,88    | 34.        | 2:07,86    | 151,30     | 36.        | 172,91     | 30.        |
| Daniel Vogt  | Összetett   | 1:48,97  | 40,77    | 32.      | 55,95      | 27.        | 57,88      | 23.        | 1:53,83    | 72,15      | 23.        | 112,92     | 24.        |

Női
| Versenyző            | Versenyszám            | 1. futam      | 1. futam      | 2. futam | 2. futam | Összesítés | Összesítés |
| Versenyző            | Versenyszám            | Idő           | Hely.         | Idő      | Hely.    | Idő        | Helyezés   |
| -------------------- | ---------------------- | ------------- | ------------- | -------- | -------- | ---------- | ---------- |
| Birgit Heeb-Batliner | Óriás-műlesiklás       | nem ért célba | nem ért célba | kiesett  | kiesett  | kiesett    | kiesett    |
| Birgit Heeb-Batliner | Szuperóriás-műlesiklás |               |               |          |          | 1:27,22    | 30.        |

| Versenyző            | Versenyszám | Lesiklás | Lesiklás | Lesiklás | Műlesiklás | Műlesiklás | Műlesiklás | Műlesiklás | Műlesiklás | Műlesiklás | Műlesiklás | Összesítés | Összesítés |
| Versenyző            | Versenyszám | Lesiklás | Lesiklás | Lesiklás | 1. futam   | 1. futam   | 2. futam   | 2. futam   | Össz.      | Össz.      | Össz.      | Összesítés | Összesítés |
| Versenyző            | Versenyszám | Idő      | Pont     | Hely.    | Idő        | Hely.      | Idő        | Hely.      | Idő        | Pont       | Hely.      | Pont       | Helyezés   |
| -------------------- | ----------- | -------- | -------- | -------- | ---------- | ---------- | ---------- | ---------- | ---------- | ---------- | ---------- | ---------- | ---------- |
| Birgit Heeb-Batliner | Összetett   | 1:28,90  | 38,14    | 23.      | 39,34      | 29.        | 45,28      | 21.        | 1:24,62    | 126,11     | 21.        | 164,25     | 20.        |

## Sífutás
Férfi
| Versenyző     | Versenyszám         | Eredmény  | Helyezés |
| ------------- | ------------------- | --------- | -------- |
| Markus Hasler | 10 km               | 31:27,0   | 45.      |
| Markus Hasler | 15 km üldözőverseny | 43:10,6   | 36.      |
| Markus Hasler | 30 km               | 1:31:03,3 | 43.      |